# Trachelobrachys
Trachelobrachys is een monotypisch geslacht van kevers uit de familie van de klopkevers (Anobiidae).

## Soort
- Trachelobrachys kiesenwetteri Morawitz, 1861